# Scirocco (film)
Scirocco, conosciuto anche come Amantide - Scirocco, è un film del 1987 diretto da Aldo Lado.

## Trama
L'ex modella Léa e il marito Alfredo, ingegnere petrolifero, sono una coppia borghese, spesso annoiata da banali situazioni mondane, la cui vita cambia radicalmente quando, per il lavoro di lui, si trasferiscono in una località ai confini col deserto del Sahara. 
 Alfredo, preso dal suo lavoro, trascura Léa che, a contatto con il clima e l'ambiente che le accendono i sensi, si lascia sedurre da un uomo significativamente chiamato "serpente", che la trascina in pericolosi giochi erotici che coinvolgono anche un altro uomo, ma Léa riesce comunque a sottrarsi alla malefica influenza dei due e, tornata a Parigi, riprende la vita di sempre.

## Distribuzione
Il film è stato distribuito con il divieto ai minori di 14 anni.

### Date di uscita
- Francia (Scirocco) - 12 agosto 1987
- USA (Sahara Heat) - 20 novembre 1987

## Critica
Il 31 agosto 1987, Maurizio Porro ha scritto sul Corriere della Sera: «Scirocco è fatto di noia e di niente: non esiste la sceneggiatura, né la storia, e la regìa di Aldo Lado è al servizio di qualche beltà turistica, facendo finta di avere a che fare con psicologie contorte e pensando di indagare il misterioso specifico dell'animo femminile. Né gli attori possono sopperire perché non hanno personaggi e perché sono del tutto inadeguati».
Il critico Morando Morandini nel suo dizionario riporta: «Vedere questo goffo porno soft esoticheggiante che ha per protagonista la sorellastra di Maria Schneider dà lo stesso piacere che mangiare a cucchiaiate un chilo di farina cruda.».